# Juanfernandezia
Juanfernandezia is een geslacht van spinnen uit de familie hangmatspinnen (Linyphiidae).

## Soorten
De volgende soorten zijn bij het geslacht ingedeeld:
- Juanfernandezia melanocephala (Millidge, 1991)